# Mezőfalva
Mezőfalva (1951-ig: Herczegfalva, németül: Herzogendorf) nagyközség Fejér vármegyében, a Dunaújvárosi járásban. A ciszterciek alapították 1811-ben Herczegfalva néven. A Mezőfalva nevet 1951-ben kapta.

## Fekvése
Dunaújvárostól nyugatra, 13 kilométerre, Dunaföldvártól északnyugatra, 20 kilométerre, a megyeszékhely Székesfehérvártól délkeletre, 40 kilométerre fekszik. Perkáta, Nagyvenyim, Baracs, Daruszentmiklós, Előszállás, Nagykarácsony, Sárbogárd, Nagylók és Hantos határolják.
Mezőfalva vasútállomás vasúti csomópont: az állomáson a Pusztaszabolcs–Dunaújváros–Paks-vasútvonal halad át, de itt ágazik ki az előbbiből a Mezőfalva–Rétszilas-vasútvonal is.
A település belterületének déli részén keresztezi egymást a 6228-as és a 6219-es út egy körforgalomban; a központtól északra torkollik bele a 6228-asba a 6215-ös út, a 6219-esbe pedig a településtől délnyugatra a 6211-es út. A felsorolt utak közül a 6228-as Dunaföldvárt köti össze Seregélyessel (ez a falu főutcája), a 6219-es pedig Dunaújvárost Sárbogárd sárszentmiklósi városrészével. A 6215-ös Sárbogárd belvárosából érkezik a kislóki városrészt érintve, a 6211-es pedig Előszállástól Nagykarácsonyon át húzódik idáig.

### Településrészei
- Nagysismánd Mezőfalva centrumától 4,6 kilométerre fekszik, északnyugati irányban. 2011-es adatok szerint a lakónépessége 131 fő, a lakások száma 49.[7]
- Szőlőhegy Mezőfalva centrumától 2,3 kilométerre fekszik, északkeleti irányban, Perkáta felé. A 2001-es népszámláláskor lakónépessége 147 fő, lakásainak száma pedig 16 volt.[8]

## Története

### A község területének régmúltjáról
Régészeti leletek tanúsága szerint a község határa és annak tágabb környezete már az ókorban is lakott volt. Évszázadokig éltek itt a kelták, majd a rómaiak, utánuk pedig az avarok, akiket itt talált a magyar honfoglalás. A honfoglalást követően a vidék fejedelmi szálláshely, később királyi földbirtok lett.
A község határában feltárt régészeti emlékek virágzó Árpád-kori településekre utalnak. 1242-ben az itteni magyar falvakat is feldúlta, elpusztította a tatárjárás. A környék szinte teljesen elnéptelenedett.

### Újszállás, Mezőfalva első ismert elődje
A tatárjárás után úgy, mint az alföldi tájakra, erre a területre is kunokat telepítettek kialakítva a mezőföldi kunkapitányságot Hantos-szék központtal. Egy 1417-ben kelt oklevél felsorolja az ide tartozó kun falvakat, szállásokat. Ezek egyebek között Előszállás, Karácsonyszállás, Perkáta és Újszállás. Földjük a király által adományozott kun nemzetségi birtok volt, amiért a kunok katonai szolgálattal tartoztak a magyar uralkodóknak.
Újszállás kun település Mezőfalva első ismert elődje, a község mai területén állt és a 15. században már a Vásáros Boldogasszony tiszteletére épített templommal rendelkezett.
A mezőföldi kun terület betagozódott a magyar társadalomba, de a török időkig megőrizte   viszonylagos önállóságát. A kun falvak fejlődése a mohácsi vész után megszakadt, mert a Budára vonuló török seregek a környéket is pusztították. A gyakori hadjáratok és a többfelé adóztatás miatt a kunszállások maradék lakói békésebb területekre, a nyugati vármegyékbe menekültek. Helyükre rácok (szerbek) költöztek.

### Herczegfalva alapítása
A török kiűzése után a 18. században, Újszállás helyén Újmajor állt néhány épülettel. Az egykori kunkapitányság 42 ezer holdas területe (Előszállás, Karácsonyszállás, Újmajor és Nagyvenyim településekkel) abban az időben már a ciszterci rend Zirci apátságának a földbirtoka volt. Az uradalom központját Előszálláson alakították ki, ám a területét sokáig csak bikanyájak legeltetésére használták. Ugyanakkor a földbirtok nagy része kiválóan alkalmas a jól jövedelmező gabonatermelésre is, de megműveléséhez kevés volt a munkaerő. Ezért a terület benépesítése céljából egy jobbágyfalu alapítását tervezték. Első lépésként barokk templomot és plébániát építettek 1786/87-ben Újmajorba és azt Sarlós Boldogasszony tiszteletére szentelték fel.
A falu alapítása különböző okok miatt még évtizedekig elhúzódott. Megvalósítását ösztönözte a napóleoni háborúk következtében kialakult mezőgazdasági konjunktúra is. Abban az időben az apátság egyházi intézményei mellett elemi és középiskolákat is alapított és működtetett, ezért nagyobb jövedelemre volt szüksége.
A községet Dréta Antal zirci apát kezdeményezésére hozták létre, alapításának védnöke és támogatója József nádor volt. A falu lakói elsősorban Zirc környéki németajkú településekről költöztek Újmajorba. Összesen 120 jobbágycsalád érkezett kétharmaduk német nemzetiségű, és mindannyian római katolikusok. Az új települést 1811. április 9-én Előszálláson megtartott úriszék József nádor tiszteletére Herczegfalvának nevezte el. Ekkor határoztak a község jövőjéről, lakóinak jogairól és kötelességeiről. Az úriszék a község határának termőföldjét jónak minősítette, ezért a telepeseknek fél jobbágytelket osztott ki. Egy jobbágy 12 hold első osztályú szántóföldet, 4 hold kaszáló rétet és 4 hold legelőt kapott. A telepesek családonként egy hold területű (1200 négyszögöl) belsőtelket, házhelyet kaptak melynek a fele különjuttatás volt A fentiekért a jobbágyok az úrbéri szolgálatok 50 százalékával tartoztak. Az apátság egyházadót nem vetett ki az uradalomban... Az élet roppant nehézségek közepette indult meg Herczegfalván kevés élelem és takarmány termett az első években, de a falu népének szívós, kitartó munkájával és az apátság segítségével úrrá lettek a bajokon. Néhány év után a község gyors fejlődésnek indult és a 19. század közepén a környék egyik legnagyobb településévé vált.

### Herczegfalva közigazgatási központtá válik
A szabadságharc leverése (1849) után Herczegfalva, a nagyarányú német nemzetiségű lakossága miatt, 4 mezővárossal és 9 faluval kialakított járás székhelye lett. A járási központot 1854-ben a jobb adottságokkal rendelkező Sárbogárdra helyezték át. A község közigazgatási területe ezután is hatalmas, 54 ezer holdnyi maradt. Herczegfalvához tartozott Előszállás, Nagykarácsony-szállás, Nagyvenyim, Sismánd és több mint húsz kisebb major. Ezek összes lakossága 1880-ban 6370 fő volt.
Az 1848-as törvények felszabadították a jobbágyságot, a községi jobbágytelkek használóik tulajdonába kerültek. Az apátsági földeket a majorokban lakó béresek, és falusi napszámosok művelték meg. Az uradalom működését a nagybirtok 1945-ös államosításáig, az előszállási jószágkormányzó valamint szakképzett kerületi intézők szervezték és irányították kimagasló termelési eredményekkel.
A 20. században kétszer is jelentősen csökkent Herczegfalva közigazgatási területe.
1928-ban Előszállás Nagykarácsonnyal és a hozzájuk tartozó pusztákkal önálló községgé szerveződött. 1947-ben pedig Nagyvenyim és környéke önállósult, így alakult ki a község mai határa.
A templomot felszentelésének 150. évfordulójára neobarokk stílusban átépítették.

### A második világháború után
A második világháború után a település lakosságának nemzetiségi összetétele megváltozott. A háborút követő nemzetközi lakosságcsere egyezmények végrehajtása községet is keményen sújtotta. A német nemzetiségűek nagy részét kitelepítették. 1946-ban felfüggesztették a községi önkormányzatot. A kitelepítést miniszteri biztos irányította 1946 májusában, amikor összesen 1299 német nemzetiségű herczegfalvi polgárt telepítettek ki Németország amerikai megszállási övezetébe. Az ily módon eltávolított lakosság helyére Csehszlovákiából érkeztek szintén kitelepített felvidéki magyarok és a Tiszántúlról költöztek szervezett áttelepülők. A helyi társadalmat megosztó lakosságcsere, egyéb gazdasági és társadalmi tényezőkkel együtt jelentős mértékben megzavarta a község szerves fejlődését.
1951-ben politikai megfontolásból a település nevét Herczegfalváról Mezőfalvára változtatták. A lakosság munkalehetőségét évtizedeken át főleg a helyi mezőgazdasági nagyüzemek biztosították. Az állami gazdaság 1948-ban alakult, negyedszázad alatt a környék legnagyobb mezőgazdasági vállalata lett. A községi termelőszövetkezetek pedig 1959-es kollektivizálás idején egyesültek. A kisiparosokat a Kisipari Termelő Szövetkezet (KTSZ), a kereskedőket pedig az Általános Fogyasztási és Értékesítő Szövetkezet (ÁFÉSZ) üzletei foglalkoztatták. A fenti nagyüzemek a rendszerváltás után átalakultak, illetve megszűntek.
1985-ben Mezőfalva határában fekvő helyőrségben a 104. Honi Légvédelmi Tüzérezred éleslövészettel egybekötve rendszerbe állította a SZ-200 VEGA nagy hatótávolságú honi légvédelmi rakétarendszert. Az SZ-200-as honi légvédelmi rakétarendszert 1997-ben kivonták a hadrendből, és a laktanyát 2001-ben felszámolta a Magyar Honvédség. Azóta ócskavas-temetőnek, illetve a kivont harceszközök tárolására használják (Katonai Jurassic Park).
Napjainkban a község felnőtt lakosságának kisebb része a helyi mezőgazdaságban, és községi intézményekben, nagyobb része Dunaújvárosban dolgozik. Mezőfalva legjelentősebb intézménye a 2009/2010-ben felújított Petőfi Sándor Általános Iskola. Tagintézményei a hantosi és a daruszentmiklósi általános iskolák. Az iskolában gyógypedagógiai szakszolgálat működik valamint alapfokú művészetoktatás is folyik. Mezőfalva népessége – 2011. január 1-jén – 4990 fő. Jelenlegi rangját – nagyközség – 1971-ben kapta.

## Népesség
A település népességének változása:
| Lakosok száma | 4720 | 4711 | 4677 | 4584 | 4492 | 4505 | 4474 |
|               | 2013 | 2014 | 2015 | 2021 | 2022 | 2023 | 2024 |

A 2011-es népszámlálás során a lakosok 91,8%-a magyarnak, 3% cigánynak, 2,2% németnek, 0,4% románnak mondta magát (8,1% nem nyilatkozott; a kettős identitások miatt a végösszeg nagyobb lehet 100%-nál). A vallási megoszlás a következő volt: római katolikus 44,9%, református 3,7%, evangélikus 0,6%, görögkatolikus 0,2%, felekezeten kívüli 27,3% (22,7% nem nyilatkozott).
2022-ben a lakosság 90,2%-a vallotta magát magyarnak, 1,9% cigánynak, 1,7% németnek, 0,3% ukránnak, 0,2% horvátnak, 0,2% románnak, 0,1% szlováknak, 1,6% egyéb, nem hazai nemzetiségűnek (9,6% nem nyilatkozott; a kettős identitások miatt a végösszeg nagyobb lehet 100%-nál). Vallásuk szerint 25,3% volt római katolikus, 3% református, 0,6% evangélikus, 0,1% görög katolikus, 0,5% egyéb keresztény, 0,8% egyéb katolikus, 27,7% felekezeten kívüli (41,6% nem válaszolt).

## Közélete

### Polgármesterei
- 1990–1994: Varga László (független)[26]
- 1994–1998: Varga László (független)[27]
- 1998–2002: Varga László (független)[28]
- 2002–2006: Varga László (független)[29]
- 2006–2010: Márok Csaba László (független)[30]
- 2010–2014: Márok Csaba László (független)[31]
- 2014–2019: Márok Csaba László (független)[32]
- 2019–2024: Márok Csaba László (független)[33]
- 2024– : Márok Csaba László (független)[1]

A településen a 2002. október 20-án megtartott önkormányzati választás érdekessége volt, hogy az országos átlagot jóval meghaladó számú, összesen 8 jelölt indult a polgármesteri posztért. Ilyen nagy számú jelöltre abban az évben az egész országban csak négy másik település (Erdőtelek, Fonyód, Gyula és Újkígyós) lakói voksolhattak, ennél több, 10 aspiránst pedig csak két községben, a frissen önállóvá vált Berentén és Úriban vettek nyilvántartásba.
Hasonló választástörténeti érdekességet szült Mezőfalván a 2006. október 1-jén megtartott önkormányzati választás is: akkor ugyanis még több, összesen 9 aspiráns tett próbát a polgármesteri tisztség elnyerésére. Ekkora számú jelöltre abban az évben az egész országban csak három másik település (Abda, Bőcs és Buják) lakói szavazhattak, ennél több, 10 aspiránsra pedig egyedül Csonkahegyháton akadt példa.

## Testvértelepülés
- Herzogsdorf
- Kisújfalu